# Puerto de Kingston
El Puerto de Kingston (en inglés: Kingston Harbour) es el séptimo puerto natural más grande en el mundo. Se trata de un espacio casi sin salida al mar de aproximadamente 16 kilómetros (9,9 millas) de largo y 3,2 kilómetros (2,0 millas) de ancho.  La mayor parte es lo suficientemente profundo como para dar cabida a grandes barcos, incluso cerca de la orilla. Limita al norte con la ciudad de Kingston, capital de Jamaica, al oeste con la bahía de Hunts y el municipio de Portmore, y al sur y al este con Palisadoes. En el puerto se halla la terminal de contenedores de Kingston, el mayor puerto de Jamaica. Otros muelles en el puerto de Kingston están en la Corporación de Petróleo de Jamaica en el centro de Kingston y en el Jamaica Flour Mills y la Compañía de Cemento Caribe en Rockfort.